# Robursport Volley Pesaro 2009-2010
Questa voce raccoglie le informazioni riguardanti il Robursport Volley Pesaro nelle competizioni ufficiali della stagione 2009-2010.

## Organigramma societario
Area direttiva
- Presidente: Giancarlo Sorbini

Area tecnica
- Allenatore: Angelo Vercesi (fino al 13 marzo 2010), Riccardo Marchesi (dal 13 marzo 2010)
- Allenatore in seconda: Riccardo Marchesi (fino al 13 marzo 2010), Matteo Solforati (dal 13 marzo 2010)
- Scout man: Matteo Solforati

Area sanitaria
- Medico: Alfredo Bressan
- Fisioterapista: Francesco Mannella
- Preparatore atletico: Angelo Vercesi (fino al 13 marzo 2010), Stefano Tagliazucchi (dal 24 marzo 2010)
- Ortopedico: Piergiorgio Pirani

## Rosa
| N° | Nome                 | Ruolo | Data di nascita   | Nazionalità sportiva |
| -- | -------------------- | ----- | ----------------- | -------------------- |
| 1  | Senna Ušić           | S     | 14 marzo 1986     | Croazia              |
| 3  | Ilaria Garzaro       | C     | 29 settembre 1986 | Italia               |
| 5  | Francesca Mari       | P     | 30 marzo 1983     | Italia               |
| 6  | Elke Wijnhoven       | L     | 3 gennaio 1981    | Paesi Bassi          |
| 7  | Katarzyna Skowrońska | O     | 30 giugno 1983    | Polonia              |
| 8  | Laura Saccomani      | S     | 8 ottobre 1991    | Italia               |
| 9  | Dragana Marinković   | C     | 19 ottobre 1982   | Serbia               |
| 10 | Francesca Ferretti   | P     | 15 febbraio 1984  | Italia               |
| 11 | Martina Boscoscuro   | L     | 2 settembre 1988  | Italia               |
| 12 | Carolina Costagrande | S     | 15 ottobre 1980   | Italia               |
| 13 | Marija Ušić          | S     | 5 febbraio 1992   | Croazia              |
| 14 | Martina Guiggi       | C     | 1º maggio 1984    | Italia               |